# Musée archéologique national Vito-Capialbi
Le musée archéologique national Vito-Capialbi est situé dans le château normand-souabe de Vibo Valentia (province de Vibo Valentia), en Calabre,.
Depuis décembre 2014, le ministère des Biens et des Activités culturelles le gère par l'intermédiaire du Centre des musées de Calabre, devenu en décembre 2019 la Direction régionale des musées.

## Historique
Bien que le château soit dit normand-souabe, sa première phase de construction ne remonte pas à l'époque de Roger Ier de Sicile comme le transmettent les traditions populaires, mais à l'époque de Frédéric II. Il  fut également agrandi au XIIIe siècle par les Angevins. Au XVIe siècle, il subit quelques légères modifications pour l'adapter à une résidence. Endommagé par un tremblement de terre à la fin du XVIIIe siècle, il servit de prison. 
Depuis 1969, il abrite le Musée Archéologique National, portant le nom du comte Vito Capialbi (it), érudit et archéologue de la région au XIXe siècle. L'exposition actuelle suit un ordre chronologique et topographique et comprend des matériaux de la ville et des zones archéologiques environnantes, enrichis par quelques collections des XIXe et XXe siècles données par des chercheurs locaux.

## Description

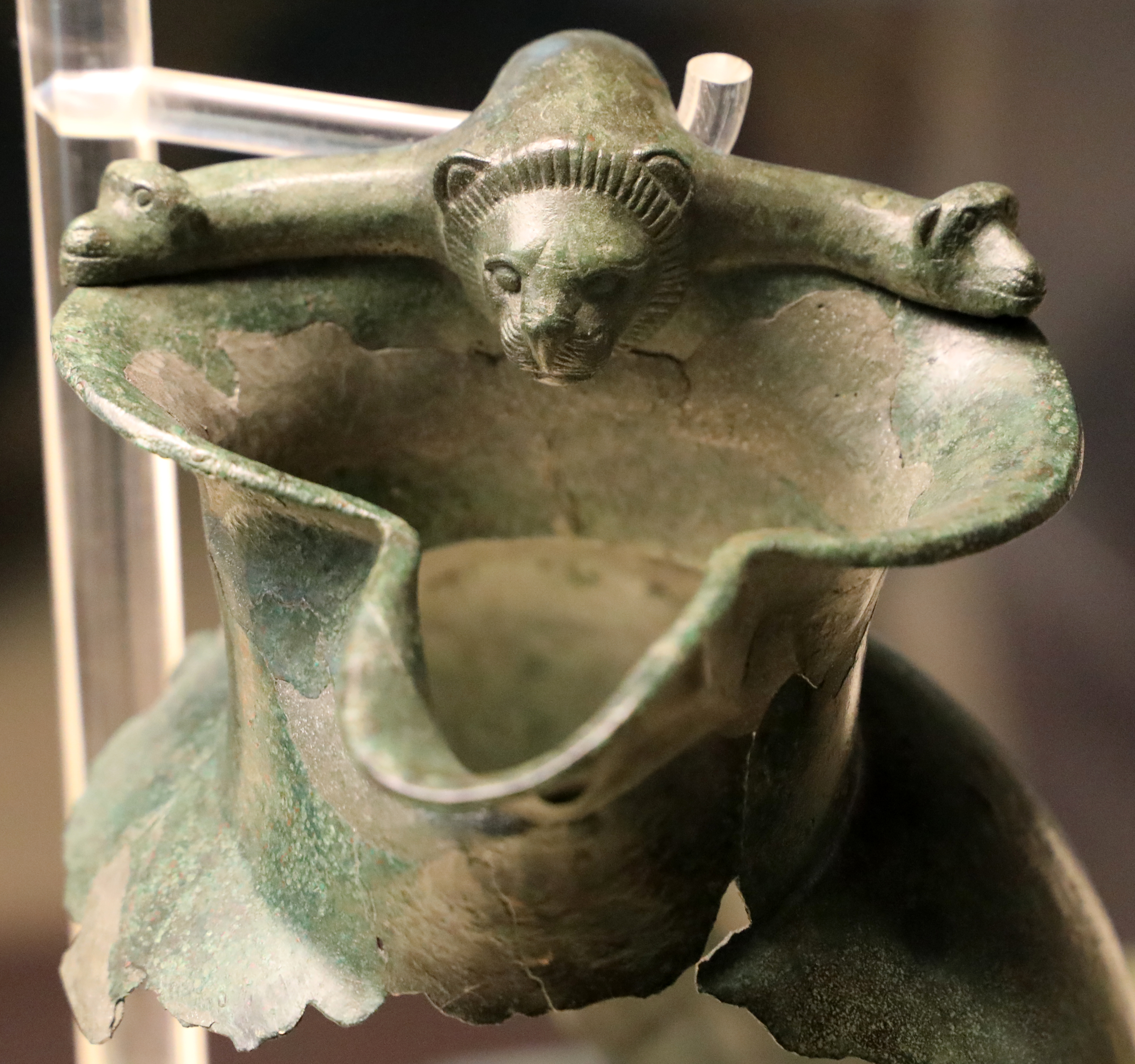
Œnochoé en bronze (sanctuaire de Scrimbia).

Le musée est divisé en quatre sections principales : les trouvailles des édifices sacrés, celles des nécropoles, celles des collections privées et les matériaux de l'époque romaine.
L'exposition commence par des objets de l'époque protohistorique, résultat de fouilles dans la région, comme celle d'une cabane de l'âge du cuivre ou d'une épée du XIIIe siècle av. J.-C., trouvée par hasard dans une tombe du VIe siècle av. J.-C. Au premier étage, sont exposées des trouvailles provenant des quatre zones sacrées de la ville de la Grande-Grèce, parmi lesquelles :
- du sanctuaire de Scrimbia[3] proviennent des trouvailles datant de la fin du VIIe à la fin du Ve siècle av. J.-C., avec des céramiques corinthiennes, rhodiennes et attiques, dont de grandes, des bassins et des casques en bronze, des statuettes votives et des bijoux en or de qualité remarquable et en argent, divers objets, notamment boucles d'oreilles, bagues, fibules, épingles. De la même région proviennent également des fragments architecturaux datant d'environ 550 av. J.-C. d'un grand temple dorique qui n'a pas encore été localisé.

- de la zone de Cofino proviennent quelques pinax de production typique de Locri Epizefiri et deux modèles de temples en terre cuite, riches en détails [4].

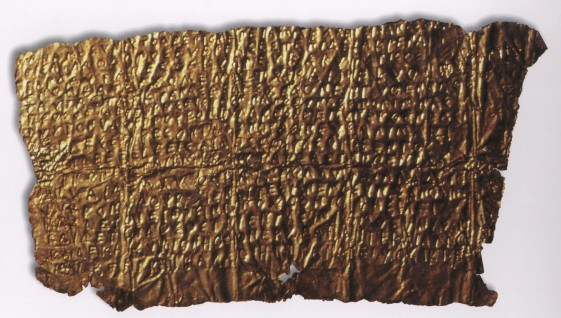
Tablette orphique en or.

L'étage inférieur présente des trouvailles de la nécropole, datant de la fin du VIe à la fin du IVe siècle av. J.-C., parmi lesquelles se détache une petite plaque d'or avec une inscription en dialecte dorique-ionique attestant du culte orphique, avec des conseils pour les défunts en l'au-delà. Il a été trouvé dans la tombe d'une femme datant entre les Ve et IVe siècles av. J.-C.

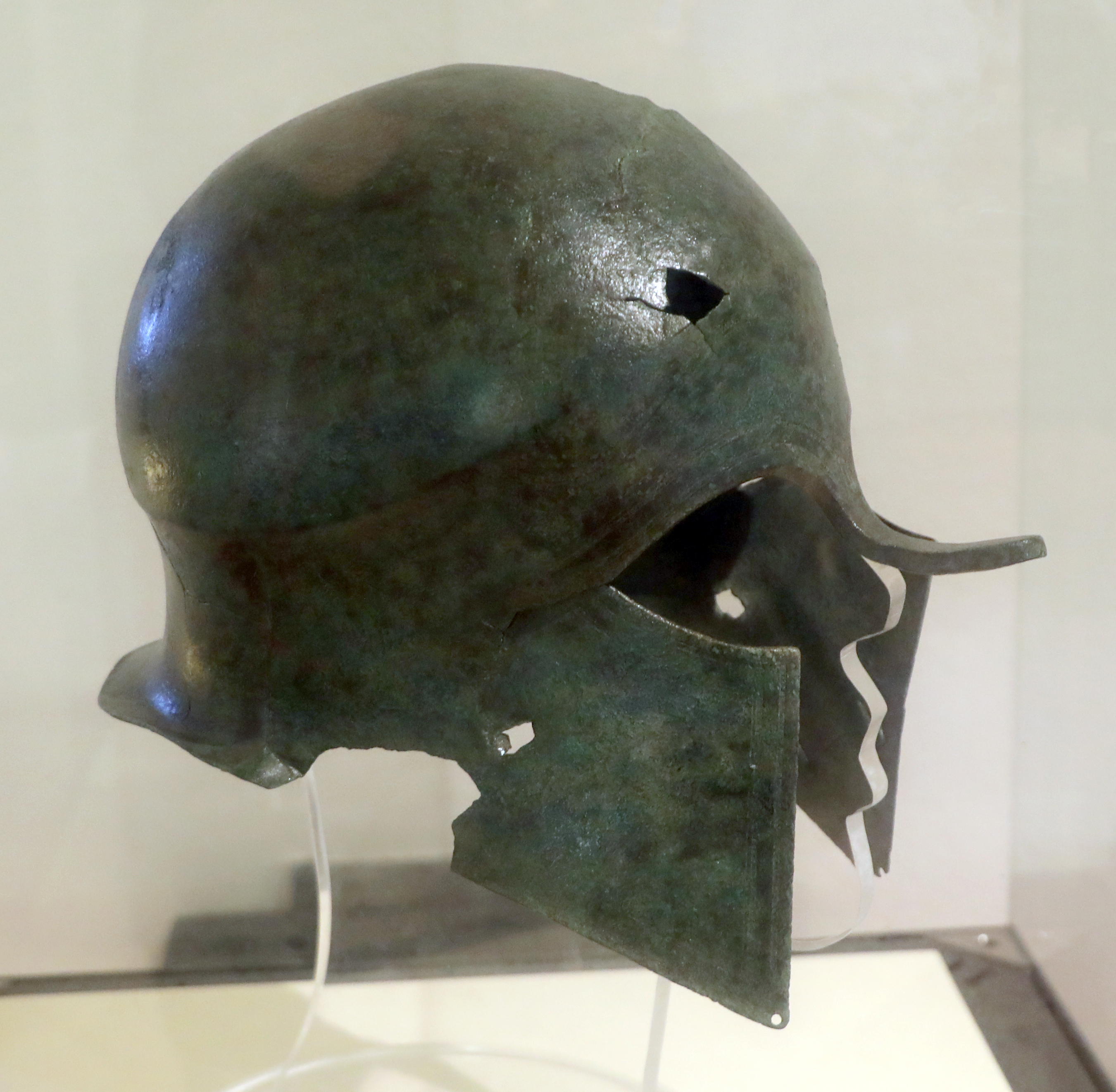
Casque en bronze.

Les découvertes de la nécropole d'époque hellénistique du quartier de Piercastello témoignent de la présence des Bruttiens dans la zone et se distinguent par la présence de deux guerriers en céramique provenant d'une tombe à chambre monumentale de la fin du IIIe siècle av. J.-C.
Parmi les noyaux d'antiquaires privés, se distinguent les céramiques architecturales, comme les terres cuites archaïques du sanctuaire de Scrimbia, les antéfixes à palmettes, des masques siléniques et les cimaises peintes. Parmi les poteries, on trouve des lécythes attiques à figures rouges.
Le coffre à pièces Capialbi est intéressant, qui contient des pièces d'or locriennes très rares.
Dans la dernière section, consacrée à l'époque romaine, se trouvent des trouvailles de la Villa romaine de Sant'Aloe où ont été mises au jour diverses domus et des thermes avec de splendides mosaïques .
Non loin de là, dans les années 1970, un trésor monétaire de 867 pièces d'argent bruttien datant de la fin du IIIe siècle av. J.-C. a également été découvert. De cet endroit proviennent également des vases en céramique sigillée et des statues en marbre, parmi lesquelles se distingue un buste de Marcus Vipsanius Agrippa, d'excellente qualité artistique. On y trouve également quelques objets funéraires de l'époque romaine avec des lampes aux décorations très raffinées, des récipients et des pots à onguents en verre de grande valeur.
Dans la cour se trouve une mosaïque du IIIe siècle, trouvée près de l'ancien port de la ville.

## Galerie

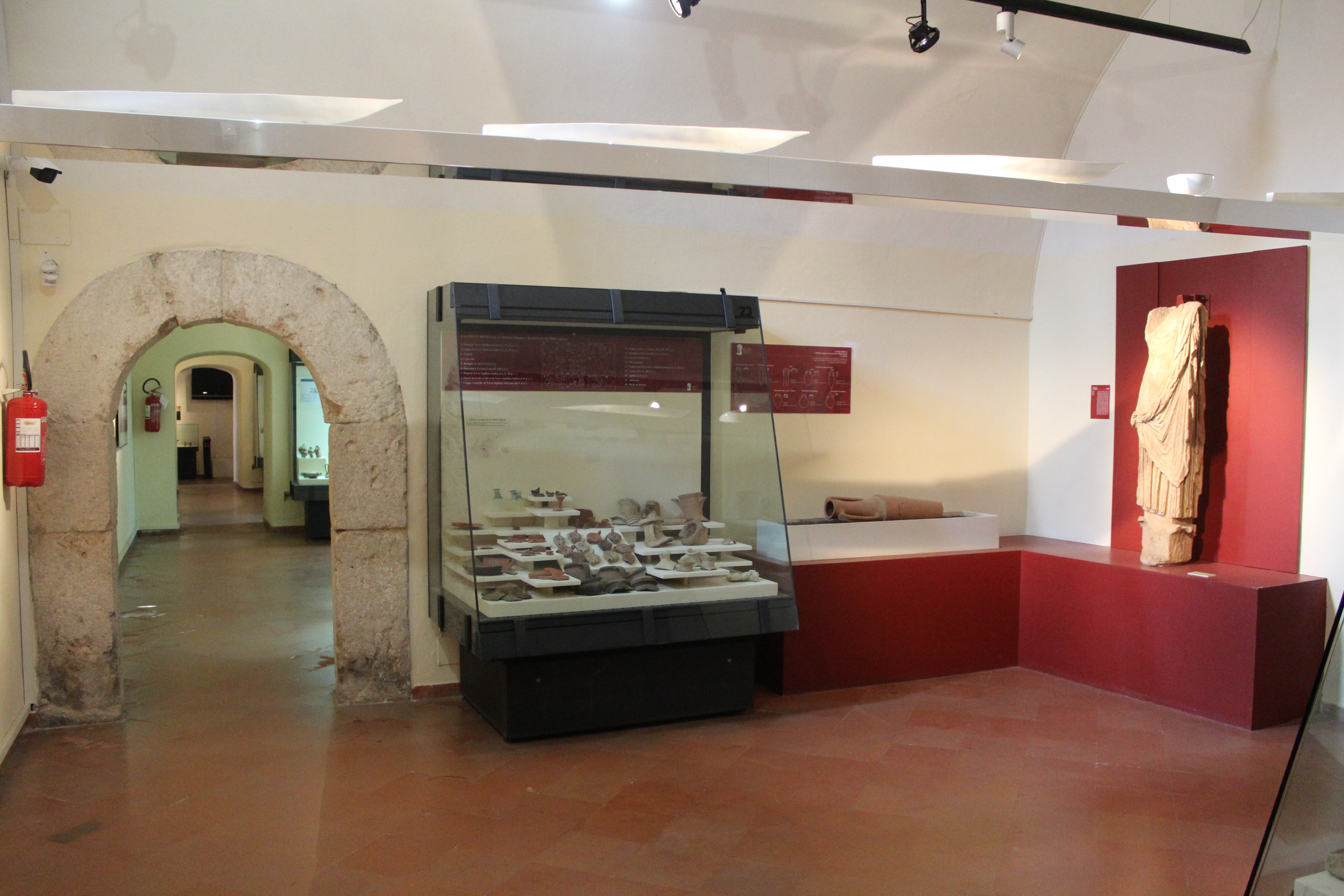
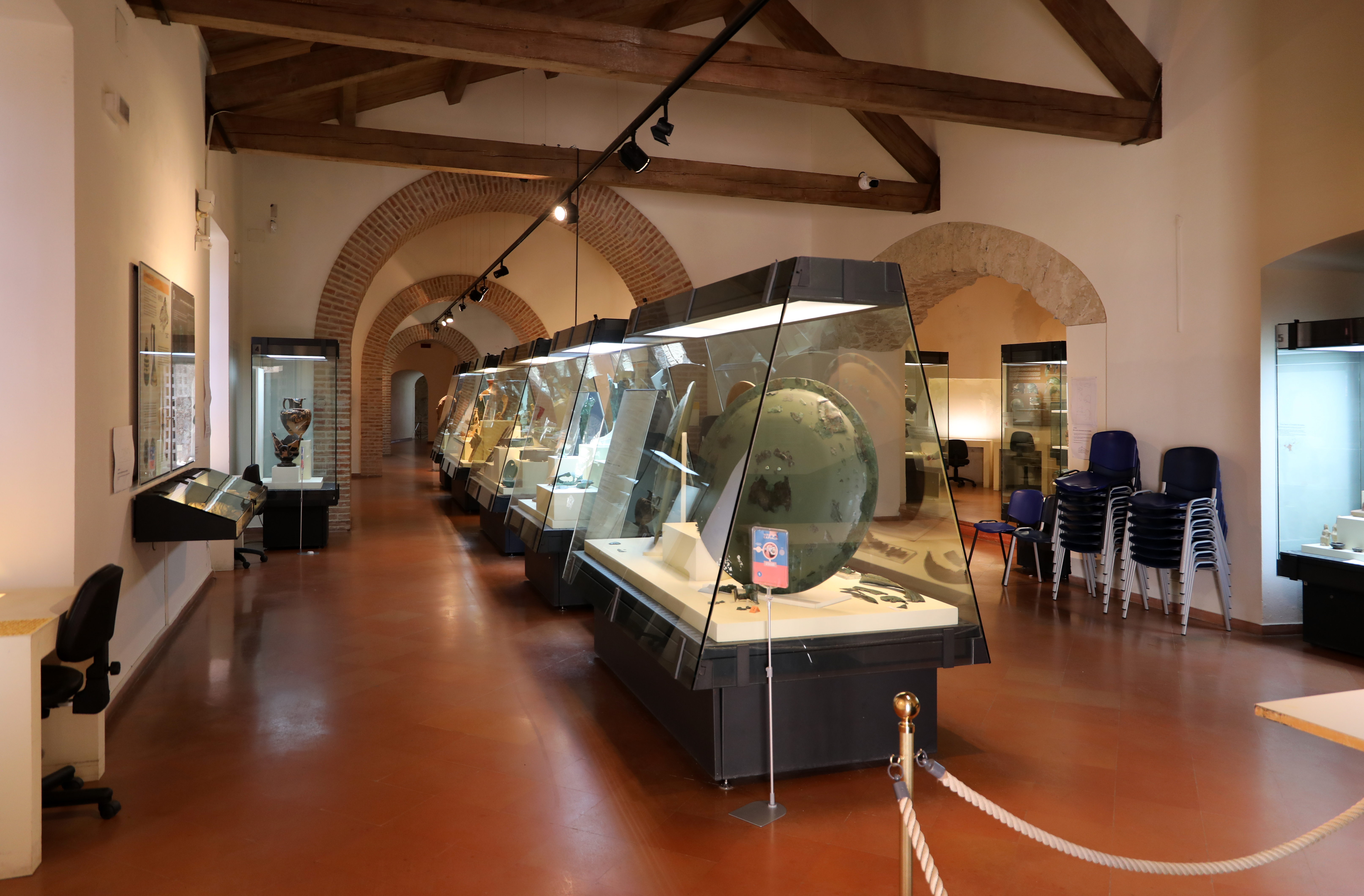